# Пастрома

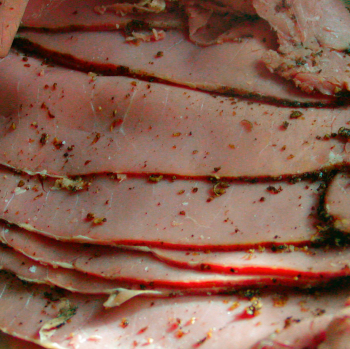
Пастрома

Пастрома (їд. פּאַסטראָמע — пастроме в бессарабському/молдовському діалекті їдишу) — м'ясний делікатес з яловичини, страва єврейської кухні Молдови та Румунії; ймовірно тюркського походження. Назва етимологічно пов'язане з тюркським бастурма і пастрима. До Нового Світу перекочувало з єврейської імміграцією початку XX століття як pastrami — страва євреїв — вихідців з Бессарабії та Румунії, а тепер традиційна страва нью-йоркської єврейської кухні. У традиційній єврейській і відповідно нью-йоркській кухні готується з яловичини; в Румунії часто використовується свинина.
М'ясо маринується, коптиться і приправляється спеціями, в основному перцем. До столу пастрома подається тонко нарізаною. Поряд з солониною вона була придумана як метод збереження м'яса.